# Val-de-Mercy
Val-de-Mercy – miejscowość i gmina we Francji, w regionie Burgundia-Franche-Comté, w departamencie Yonne.
Według danych na rok 1990 gminę zamieszkiwały 294 osoby, a gęstość zaludnienia wynosiła 22 osoby/km² (wśród 2044 gmin Burgundii Val-de-Mercy plasuje się na 619. miejscu pod względem liczby ludności, natomiast pod względem powierzchni na miejscu 727.).